# Боговоплощение

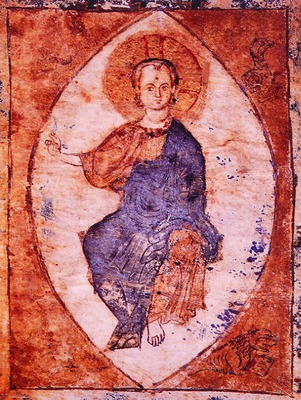
Христос Воплощенный Логос, миниатюра из Никомедийского Евангелия, вторая половина XII — первая половина XIII века (ЦНБ АНУ. А25. Fol. 1v)

Боговоплощение, Воплощение, Вочеловечение (греч. ἐνσάρϰωσις, лат. лат. incarnatio) — в христианстве воспринятие человеческой природы вторым Лицом Троицы, Сыном Божиим — предвечным Логосом (Ин. 1:14 «И Слово стало плотию и обитало с нами…»); ключевое событие истории спасения человечества. При этом христианское богословие утверждает, что Боговоплощение не меняют сущность Бога, и считается, что тайна Троицы непостижима.
Согласно христианскому учению, Боговоплощение очистило человеческую природу от греха, создало возможность для человека соединиться с Богом — возможность «обожения» человека. Христианская вера в факт Боговоплощение составляет основание исповедания, что Иисус Христос есть истинный Бог и истинный человек, он во всём рассматривается как человек, исключая грех. Богословие утверждает, что в Христос соединяет в себе две природы, божественную и человеческую, «неслитно, непревращенно, неразделимо, неразлучимо». Учение о Боговоплощении ранней церкви, запечатлено преимущественно в Посланиях апостолов. Христианская концепция Бога опирается на ветхозаветный образ, привнося в него учение о троичности единого Бога и о Воплощении Иисуса Христа. Систематическим изложением учения об Иисусе Христе — конкретном историческом Лице, которое соединило Божество и человечество, и рассмотрением связанной богословской и исторической проблематики занимается христология.